# Milow (Sänger)

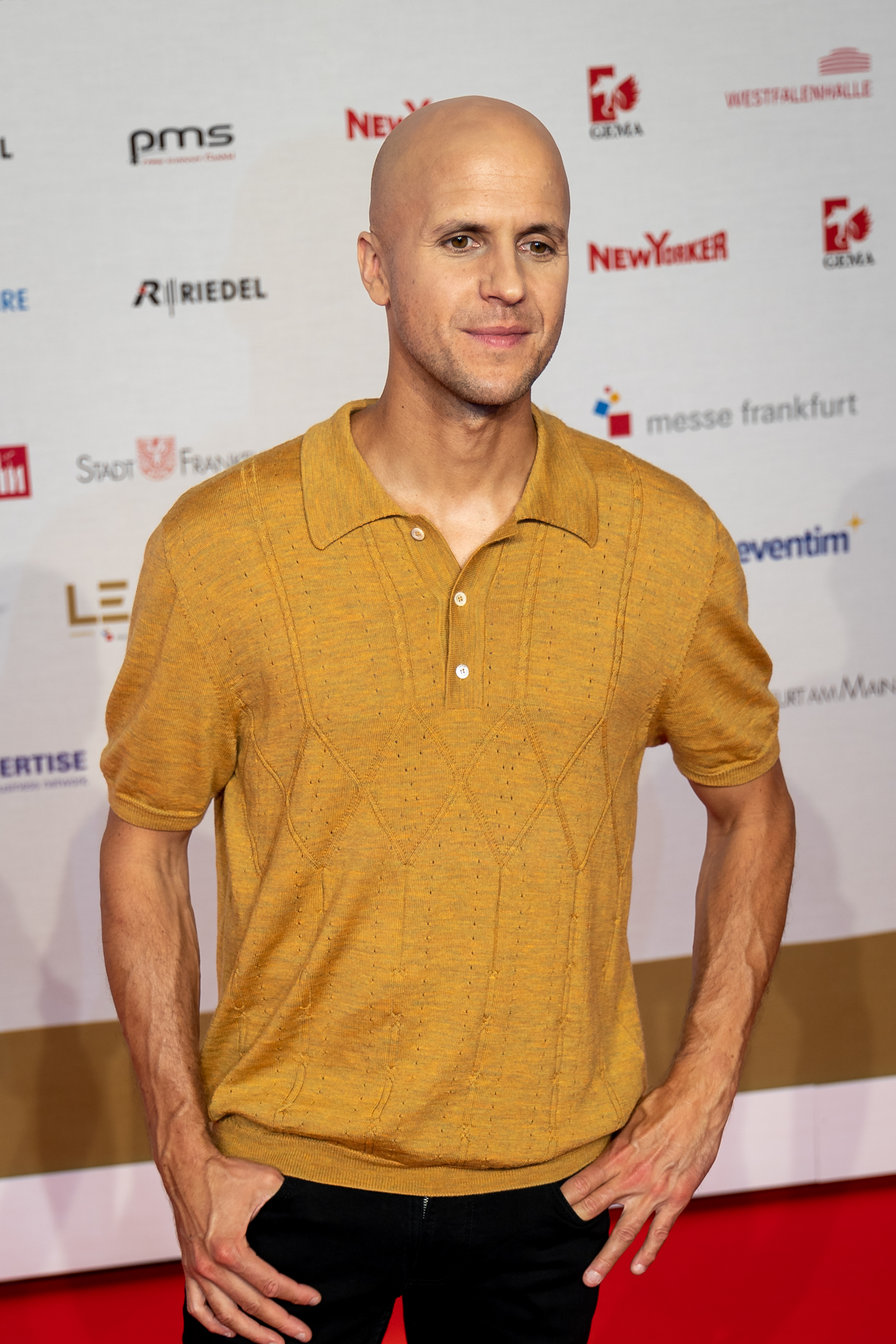
Milow (2022)

Milow (* 14. Juli 1981 in Antwerpen; eigentlich Jonathan Ivo Gilles Vandenbroeck) ist ein belgischer Singer-Songwriter, der mit englischsprachigen Titeln und Alben international erfolgreich ist.

## Biografie

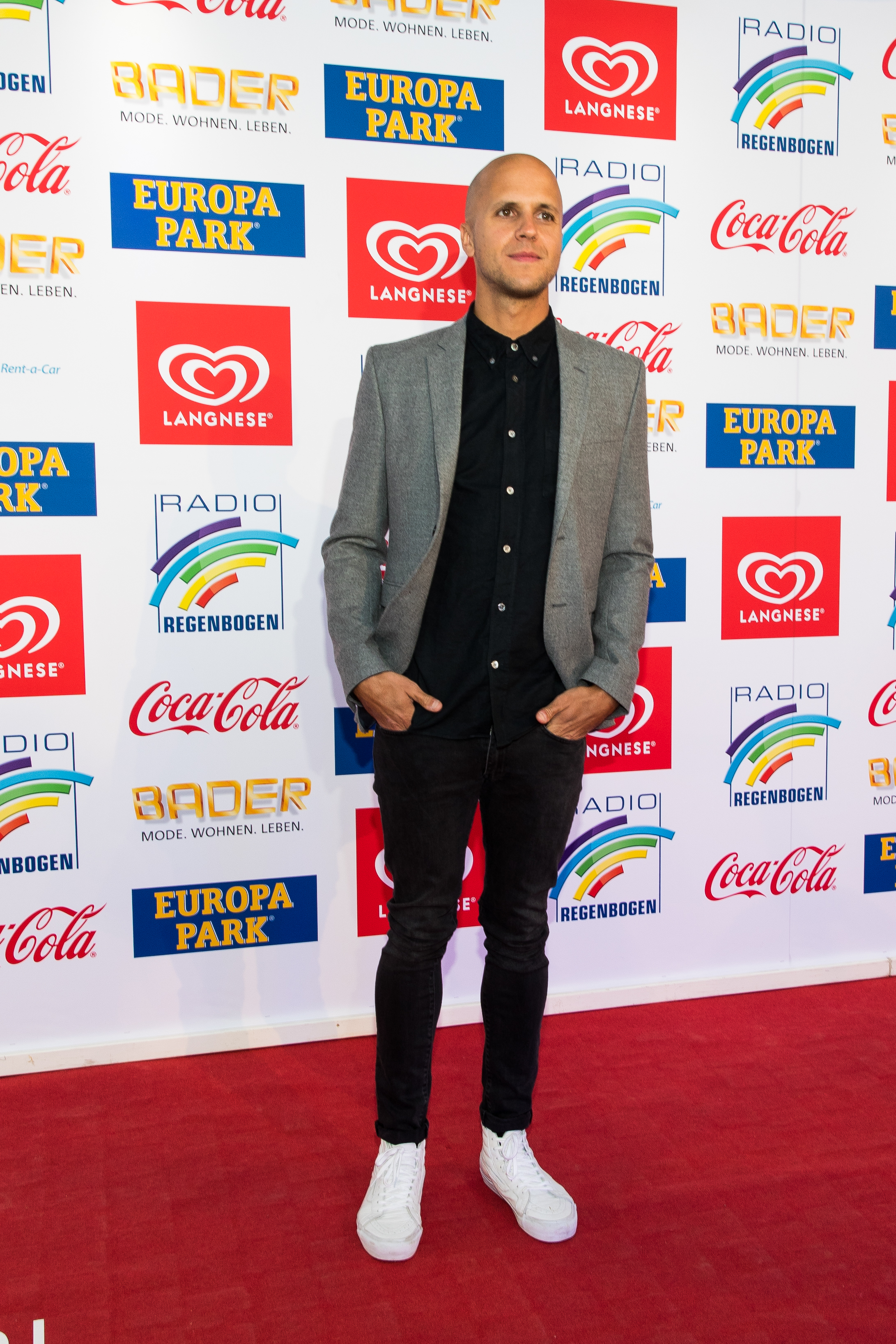
Milow beim Radio Regenbogen Award 2017 im Europa-Park in Rust

Milow, geboren im Antwerpener Stadtteil Borgerhout, wuchs in der Kleinstadt Haacht in der Provinz Flämisch-Brabant nördlich von Brüssel auf. Er trat zum ersten Mal 2004 im Rahmen des Musikerwettbewerbs Humo’s Rock Rally vor einem größeren Publikum auf. Dort drang er bis in das Finale vor, verfehlte aber trotz der durchweg positiven Kritiken der Jury, insbesondere für den von ihm geschriebenen Song You Don’t Know, einen Platz auf dem Podium. Im Januar 2006 brachte er unter dem Titel The Bigger Picture sein Debütalbum auf den Markt, das er unter eigener Regie mit Hilfe des Produzenten Nigel Powell eingespielt hatte. Für die Aufnahmen konnte er Gastmusiker wie Sergej Van Bouwel, Frederic Sioen und Johannes Verschaeve gewinnen.
Der Erfolg blieb vorerst aus. Zwar erreichte die daraus ausgekoppelte Single One of It die Liste der Chartshow De Afrekening des belgischen Jugendradios Studio Brussel, die flämischen Verkaufscharts verfehlte das Album aber zunächst. Erst mit der Veröffentlichung der Single You Don’t Know begann im Frühjahr 2007 der kommerzielle Erfolg. Sie stieg bis auf Platz 3 der flämischen Ultra Top 50 und blieb insgesamt 42 Wochen in den Charts. Im Kielwasser dieses Erfolgs stieg auch sein ein Jahr altes Album bis auf Platz 10 der Charts.
Im Februar 2008 erschien das Nachfolgealbum Coming of Age. Mit ihm stand er zwei Wochen nach Veröffentlichung für eine Woche auf Platz 1 in den flämischen Albumcharts. Im Oktober desselben Jahres wiederholte er diesen Erfolg in den Singlecharts mit einer Coverversion des Hits Ayo Technology, im Original von 50 Cent, Justin Timberlake und Timbaland. In den Niederlanden, Belgien, Spanien, Schweden und der Schweiz erreichte er Platz 1 der Single-Charts. Obwohl er Platz 1 in Deutschland verfehlte, war er am Jahresende auf Platz 3 der umsatzstärksten Titel 2009. Mit You Don’t Know gelang ihm ein vergleichsweise kleinerer Erfolg: Obwohl er es in keiner Woche in die Top Ten schaffte, war er in den Jahrescharts auf Platz 49.
Am 17. Januar 2010 nahm er in Brüssel zusammen mit der norwegischen Sängerin Marit Larsen eine neue Version seines Songs Out of My Hands auf. Das Lied ist auf einer im März 2010 erschienenen Neuauflage des Albums Milow sowie einem Re-Release des Albums If a Song Could Get Me You von Marit Larsen enthalten.
Am 1. April 2011 erschien dann sein drittes Studioalbum North and South. Der darin enthaltene Song You and Me (In My Pocket), der am 4. März 2011 als Maxi-CD veröffentlicht wurde, verkaufte sich in Europa mehr als 150.000 Mal.
Im März 2014 erschien sein viertes Studioalbum Silver Linings, im Mai 2016 das fünfte unter dem Namen Modern Heart.
Im Dezember 2018 war Milow neben Bryan Ferry, Tim Bendzko, John Miles und den Pointer Sisters Headliner der Konzerttour Night of the Proms in Deutschland und Luxemburg, außerdem trat er im Rahmen dieser Tour in Belgien und den Niederlanden u. a. neben Suzanne Vega im November auf.
2019 war er Teilnehmer der sechsten Staffel von Sing meinen Song – Das Tauschkonzert auf VOX. Im Mai 2019 erschien sein sechstes Studioalbum Lean into Me.
2020 war Milow Teilnehmer der dreizehnten Staffel des niederländischen Fernsehformates Beste Zangers van Nederland. Er trat beim Free European Song Contest 2021 für Belgien an.

## Diskografie
Studioalben

| Jahr | Titel Musiklabel                           | Höchstplatzierung, Gesamtwochen, AuszeichnungChartplatzierungen (Jahr, Titel, Musiklabel, Platzierungen, Wochen, Auszeichnungen, Anmerkungen) | Höchstplatzierung, Gesamtwochen, AuszeichnungChartplatzierungen (Jahr, Titel, Musiklabel, Platzierungen, Wochen, Auszeichnungen, Anmerkungen) | Höchstplatzierung, Gesamtwochen, AuszeichnungChartplatzierungen (Jahr, Titel, Musiklabel, Platzierungen, Wochen, Auszeichnungen, Anmerkungen) | Höchstplatzierung, Gesamtwochen, AuszeichnungChartplatzierungen (Jahr, Titel, Musiklabel, Platzierungen, Wochen, Auszeichnungen, Anmerkungen) | Höchstplatzierung, Gesamtwochen, AuszeichnungChartplatzierungen (Jahr, Titel, Musiklabel, Platzierungen, Wochen, Auszeichnungen, Anmerkungen) | Anmerkungen                                              |
| Jahr | Titel Musiklabel                           | DE | AT | CH | BEF | BEW | Anmerkungen                                              |
| ---- | ------------------------------------------ | --- | --- | --- | --- | --- | -------------------------------------------------------- |
| 2006 | The Bigger Picture HomeRun Music (Munich)  | — | — | — | BEF10 Gold · (110 Wo.)BEF | — | Erstveröffentlichung: 20. Januar 2006 Verkäufe: + 10.000 |
| 2008 | Coming of Age HomeRun Music (Munich)       | — | — | — | BEF1 Gold · (65 Wo.)BEF | BEW46 (11 Wo.)BEW | Erstveröffentlichung: 1. Februar 2008 Verkäufe: + 10.000 |
| 2011 | North and South B1 (UMG)                   | DE4 Gold · (31 Wo.)DE | AT12 Gold · (25 Wo.)AT | CH5 (25 Wo.)CH | BEF5 Platin · (93 Wo.)BEF | BEW12 (40 Wo.)BEW | Erstveröffentlichung: 1. April 2011 Verkäufe: + 130.000  |
| 2014 | Silver Linings Island Records (UMG)        | DE7 (8 Wo.)DE | AT22 (3 Wo.)AT | CH12 (7 Wo.)CH | BEF1 (47 Wo.)BEF | BEW14 (17 Wo.)BEW | Erstveröffentlichung: 28. März 2014                      |
| 2016 | Modern Heart Island Records (UMG)          | DE9 (4 Wo.)DE | AT37 (2 Wo.)AT | CH31 (2 Wo.)CH | BEF2 (42 Wo.)BEF | BEW29 (11 Wo.)BEW | Erstveröffentlichung: 13. Mai 2016                       |
| 2019 | Lean into Me Island Records (UMG)          | DE11 (4 Wo.)DE | AT24 (1 Wo.)AT | CH15 (3 Wo.)CH | BEF5 (11 Wo.)BEF | BEW105 (1 Wo.)BEW | Erstveröffentlichung: 31. Mai 2019                       |
| 2022 | Nice to Meet You HomeRun Music (Sony)      | DE31 (1 Wo.)DE | — | CH38 (1 Wo.)CH | BEF7 (9 Wo.)BEF | — | Erstveröffentlichung: 20. Mai 2022                       |
| 2025 | Boy Made Out of Stars HomeRun Music (Sony) | DE75 (1 Wo.)DE | — | CH42 (1 Wo.)CH | BEF5 (… Wo.)BEF | — | Erstveröffentlichung: 21. Februar 2025                   |

## Auszeichnungen
- 2010: European Border Breakers Award (EBBA)
- 2010: Swiss Music Awards, Kategorie Best Newcomer International[6]
- 2012: De Jimmies, Kategorie „Beste zanger - Nationaal“